# Aldjon Pashaj
Aldjon Pashaj (* 17. Juli 1994 in Fier) ist ein ehemaliger albanischer Fußballtorhüter.

## Karriere
Pashaj begann seine Karriere in der Saison 2013/14 beim griechischen Zweitligisten AO Glyfada. Im Sommer 2014 wechselte er zu Apollon Smyrnis. Bei Apollon stand er drei Jahre unter Vertrag, kam jedoch zu keinem Spieleinsatz. Anschließend schloss sich Pashaj 2017 kurzzeitig dem Club Ionikos Nikea an. 2018 unterschrieb Pashaj beim Hauptstadtverein Kallithea FC. Im selben Jahr beendete er seine Karriere.